# 山口真由
山口 真由（やまぐち まゆ、1983年7月6日 - ）は、日本の法学者、ニューヨーク州弁護士、財務官僚。ZEN大学教授。信州大学先鋭領域融合研究群次代クラスター研究センター社会基盤研究所特任教授。
学位は博士（法学）（東京大学・2020年）。研究分野、専門は家族法、英米法。

## 来歴
整形外科の開業医の父と内科の勤務医の母のもとに北海道札幌市で誕生。1年後に妹も誕生し、姉となる（その妹は後年、美容皮膚科医となった）。
札幌市立真駒内中学校3年生の時に受験した全国模試で1位の成績を獲得し、その模試を主催する塾から東京の高校を受験しないかと勧められたことで筑波大学附属高等学校の受験を決意（それ以前は札幌南高校を受験する予定だったと当人は述べている）。同高校進学後は、神奈川県横浜市に住んでいる父方の祖母の家から通学していた。
現役で東京大学文科一類に入学。法学部3年次で旧司法試験に合格し、4年次で国家公務員I種試験（試験区分：法律）に21番で合格した。東大在学中は全ての履修科目で「優」を獲得。2006年3月に東京大学法学部を首席で卒業。「法学部における学業成績優秀者」として東京大学総長賞を受けた。大学在学中に黒木瞳の娘の家庭教師を務めていたこともある。また、高校時代はサッカー部のマネージャー、大学時代には男子ラクロス部のマネージャーを務めた。
2006年に東大法学部を卒業して財務省に入省し、主税局調査課に配属された。
2008年に財務省を退官。司法修習を経て、2009年に弁護士登録をして、長島・大野・常松法律事務所にアソシエイト弁護士として勤務し、主に企業買収等の企業法務を担当した。
2015年9月からハーバード大学ロースクールで学び、翌2016年8月にLL.M.の学位（アメリカ各州の司法試験受験要件）を取得した。翌年の2017年6月にニューヨーク州弁護士登録。
日本でタレントとしてテレビ番組に出演しつつ（→#出演番組）、東京大学大学院で博士論文を執筆し、課程博士号を取得、研究者を目指した。「家族法」が研究対象。
2017年より日米財団主催の日米リーダーシップ・プログラムの日本代表メンバー（任期2年）を務めた。
2020年4月、信州大学先鋭領域融合研究群社会基盤研究所特任准教授に就任。研究分野は英米法（家族法）。
2021年4月、信州大学先鋭領域融合研究群社会基盤研究所特任教授に就任。
Ena（予備校）の社外取締役を務める。
2023年4月24日、第1子の妊娠と、4月17日をもって産休に入ったことを報告した。6月19日、『羽鳥慎一モーニングショー』（テレビ朝日）に復帰。6月27日、第1子出産を所属事務所のホームページで報告した。
2025年4月、ZEN大学教授に就任。法学を教える。専門は家族法、英米法。

## 年譜
- 2002年
  - 3月 - 筑波大学附属高等学校を卒業。
  - 4月 - 東京大学文科一類に入学。
- 2004年
  - 4月 - 東京大学法学部に進学。
  - ?月 - 3年次に司法試験に合格。
- 2005年 - 4年次に国家公務員採用I種試験（試験区分：法律）に合格。
- 2006年
  - 3月 - 東京大学法学部を首席で卒業。学士（法学）の学位を取得。平成17年度東京大学総長賞（学業）を受賞[14]。
  - 4月 - 財務省に入省。主税局調査課に配属される[18]。
- 2008年 - 財務省を依願退官。
- 2009年
  - 弁護士登録（62期、第一東京弁護士会）。
  - 長島・大野・常松法律事務所アソシエイト。
- 2015年 9月 - ハーバード大学ロースクールに入学。
- 2016年 8月 - ハーバード大学ロースクールでLL.M.の学位を取得。
- 2017年
  - 4月 - 東京大学大学院法学政治学研究科総合法政専攻博士課程に入学[4]。
  - 6月 - ニューヨーク州弁護士登録[1]。
- 2020年
  - 3月 - 東京大学大学院法学政治学研究科総合法政専攻博士課程を修了。博士（法学）の学位を取得。
  - 4月 - 信州大学先鋭領域融合研究群社会基盤研究所特任准教授[25]。
- 2021年 4月 - 信州大学先鋭領域融合研究群社会基盤研究所特任教授[25]。
- 2025年 4月 - ZEN大学教授に就任[2]。

## 著作
- 『天才とは努力を続けられる人のことであり、それには方法論がある』（扶桑社、2014年1月）
- 『東大首席弁護士が教える超速「7回読み」勉強法』（PHP研究所、2014年7月）
- 『図解版 天才とは努力を続けられる人のことであり、それには方法論がある』（扶桑社、2014年8月）
- 『エリートの仕事は「小手先の技術」でできている。』（KADOKAWA/中経出版、2014年7月）
- 『誰でもできるストーリー式記憶法』（KADOKAWA/角川書店、2014年9月）
- 『東大首席弁護士が実践! 誰でもできる〈完全独学〉勉強術』（SBクリエイティブ、2014年12月）
- 『東大首席弁護士が教える「ブレない」思考法』（PHP研究所、2015年3月）
- 『20代、自分を助けてくれる言葉』（三笠書房、2015年6月）
- 『努力が99%報われる25のヒント』（小学館、2015年6月）
- 『いいエリート、わるいエリート』（新潮新書、2015年7月）
- 『成功したければ日本型エリート思考』（扶桑社、2015年8月）
- 『前に進むための読書論～東大首席弁護士の本棚～』（光文社、2016年7月）
- 『ハーバードで喝采された日本の「強み」』（扶桑社、2017年2月）
- 『リベラルという病』（新潮新書、2017年8月）
- 『東大首席が教える「間違えない」思考法 人生の選択を左右する「俯瞰力」の磨き方』（PHP研究所、2017年12月）
- 『東大首席・ハーバード卒NY州弁護士と母が教える 合格習慣55』（学研プラス、2018年5月）
- 『東大首席・ハーバード卒NY州弁護士が実践! 誰でもできる〈完全独学〉勉強術』（SBクリエイティブ、2018年10月）
- 『思い通りに伝わるアウトプット術』（PHP研究所、2020年2月）
- 『高学歴エリート女はダメですか』（幻冬舎、2020年8月）
- 『「ふつうの家族」にさようなら』（KADOKAWA、2021年2月）
- 『アメリカにおける第二の親の決定』（弘文堂、2022年3月）※東大博士論文を基にした書籍化
- 『挫折からのキャリア論：レジリエントに生きる』（日経BP、2023年5月）

### 共著
- 『「超」勉強力』（プレジデント社、中野信子と共著、2020年5月）

## 出演番組

### テレビ番組

#### 現在の出演番組
- 『羽鳥慎一モーニングショー』（テレビ朝日、2018年10月 - ） 月曜コメンテーター[29]
- 『チャント!』（CBCテレビ） 木曜（隔週）コメンテーター
- 『ミント!』（毎日放送） 金曜（月1回）→木曜（隔週）コメンテーター
- 『ひるおび!』（TBS） 不定期
- 『朝まで生テレビ!』（テレビ朝日） 不定期
- 『報道ステーション SUNDAY』（テレビ朝日） 不定期
- 『そこまで言って委員会NP』（読売テレビ） 不定期
- 『あさパラS』（[読売テレビ） 不定期
- 『ゴゴスマ』（CBCテレビ） 月曜・木曜コメンテーター
- 『モーニングCROSS』（TOKYO MXテレビ） 不定期
- 『Earthshot 世界を変える起業家たち』（BSテレ東、2021年10月 - ） MC

#### 過去の出演番組
- 『平成教育委員会』（フジテレビ）
- 『IQサプリ』（フジテレビ）
- 『ソモサン⇔セッパ』（フジテレビ）
- 『ヘリクツ男とワケアリ女』（フジテレビ）
- 『Qさま!!』（テレビ朝日）
- 『頭脳王』（日本テレビ）
- 『ゴロウ・デラックス』（TBS）
- 『モーニングCROSS』(TOKYO MXテレビ)
- 『真相報道 バンキシャ!』(日本テレビ)
- 『ニュース女子』(TOKYO MXテレビ/DHCシアター)
- 『ワイド!スクランブル』（テレビ朝日）
- 『ネプリーグ』（フジテレビ）
- 『踊る!さんま御殿!!』（日本テレビ）
- 『ちちんぷいぷい』（毎日放送）月曜パネラー